# Метионин
Метионин или α-амино γ-метил тиобутерна киселина је есенцијална аминокиселина. Заједно са цистеином и цистином спада и у тиоаминске киселине (аминокиселине које у свом молекулу садрже сумпор). Метионин учествује у синтези протеина, трансметилационим реакцијама и синтези аминокиселина цистеин и цистин.

## Синтеза
Не може се синтетисати у организму већ се мора унети путем хране. Има га у воћу, месу, поврћу, посебно у спанаћу, сиру, лешницима, пистаћима, пасуљу, риби. 

## Значај и метаболизам
- У трансметилационим реакцијама метионин служи као донатор метил групе, која се може пренети на неки акцептор (прималац), што игра важну улогу у синтези неких биолошки важних једињења: адреналина, креатина, ансерина, саркозина, бетаина, карнитина, холина, полиамина итд. У својој структури метионин поседује метил групу која је везана за сумпор, која се у оваквим реакцијама лако може пренети на неки други молекул. У реакцијама трансметилације се метионин мора прво активирати везивањем за АТП, при чему се аденозин везује за метионин и настаје С-аденозил-метионин (енгл. SAM) или активни метионин. Ова активација се обавља под утицајем ензима С-аденозин-метионин трансферазе. Из активног метионина се метил група може врло лако пренети на амино или хидроксилну групу примаоца.

У табели су приказане значајније трансметилационе реакције.
| Донатор метил групе | Прималац метил групе     | Производ реакције |
| С-аденозил-метионин | гуанидосирћетна киселина | креатин           |
| С-аденозил-метионин | норадреналин             | адреналин         |
| С-аденозил-метионин | карнозин                 | ансерин           |
| С-аденозил-метионин | лизин                    | карнитин          |
| С-аденозил-метионин | етаноламин               | холин             |

Одвајањем метил групе од С-аденозил-метионина настаје С-аденозил хомоцистеин.
С-аденозил-хомоцистеин се хидролизом разлаже на аденозин и хомоцистеин.
- Хомоцистеин из претходне реакције се сједињује са серином у цистатион, под утицајем ензима цистатион синтетаза. Цистатион се уз дејство ензима цистатионаза разлаже на хомосерин и цистеин. На тај начин се из метионин синтетишу и друге тиоаминске аминокиселине: цистеин и цистин.
- Хомосерин из претходне реакције се дезаминује до α-кетобутерне киселине пре чему се још ослобађа и молекул воде и водониксулфида. Даљим метаболизмом α-кетобутерне киселине се добија пропионил коензим А, који декарбоксилацијом даје метилмалонил коензима А. Под дејством ензима метилмалонил коензим А дисмутаза ово једињење прелази у суксцинил коензим А, из кога се може синтетисати глукоза. Зато је метионин гликогена аминокиселина.